# Teracotona multistrigata
Teracotona multistrigata là một loài bướm đêm thuộc phân họ Arctiinae, họ Erebidae.